# Pays de la Loire
Pays de la Loire je jeden z 13 metropolitních regionů Francie.

## Historie
Vznikl v 50. letech 20. století. 

## Geografie
Nachází se na západě Francie. Skládá se z pěti departmentů – Loire-Atlantique, Mayenne, Maine-et-Loire, Sarthe a Vendée. Jeho hlavním městem je Nantes.

## Významná města
- Angers
- Cholet
- Châteaubriant
- La Roche-sur-Yon
- Laval
- Le Mans
- Nantes
- Orvault